# Dociostaurus hispanicus
Dociostaurus hispanicus är en insektsart som först beskrevs av Bolívar, I. 1898.  Dociostaurus hispanicus ingår i släktet Dociostaurus och familjen gräshoppor. Inga underarter finns listade i Catalogue of Life.